# Prosopocera octomaculata
Prosopocera octomaculata es una especie de escarabajo longicornio del género Prosopocera, tribu Prosopocerini, familia Cerambycidae. Fue descrita científicamente por Gahan en 1890.
Se distribuye por Botsuana, Kenia, Malaui, República de Sudáfrica, Somalia, Zambia y Zimbabue. Mide 9,6-15 milímetros de longitud. El período de vuelo ocurre en los meses de enero, abril, noviembre y diciembre.